# Pietro Margano

Stemma Margani

Pietro Margano (Roma, 1485 – 6 dicembre 1516) è stato un condottiero italiano.

## Biografia
Iniziata nel 1502 la sua carriera militare al servizio dei Colonna, nel 1503 combatté contro gli Orsini a Tagliacozzo.
Nel 1510 passò al servizio della Chiesa sotto papa Giulio II e nel luglio dello stesso anno scortò il marchese di Mantova Francesco II Gonzaga, appena liberato dai veneziani, a Roma dal papa e al ritorno a Mantova. Nell'agosto 1510 ottenne l'incarico dal marchese di difendere la città di Mantova dagli attacchi dei francesi. 
Nel 1511 fu al comando della guardia pontificia, ma venne bandito da Roma a seguito dell'uccisione del bargello; si rifugiò prima i Colonna e quindi fuggì in Francia. Rientrato in Italia dietro prestazione di alcune garanzie in denaro, tornò al servizio del papa. Nel 1512 partecipò alla battaglia di Ravenna contro i francesi vittoriosi. 
Nell'agosto del 1515 militò per il duca di Milano Massimiliano Sforza assieme al condottiero Prospero Colonna e vennero catturati entrambi dai francesi guidati da Jacques de La Palice durante un'azione militare a Villafranca Piemonte.
Pietro Margano morì assassinato da alcuni popolani del luogo nelle campagne di Roma nel 1516.

## Discendenza
Sposò Giulia Colonna di Palestrina (1491-1571), figlia di Pietro Colonna. Rimasta vedova, si risposò con Prospero Colonna, 3ºduca di Marsi (?-1528).

## Celebrazioni
Il poeta Matteo Bandello ha dedicato a Pietro Margano la Novella LIII della Prima parte (1554).